# Port morski Rowy
Port morski Rowy – port morski nad Morzem Bałtyckim na Wybrzeżu Słowińskim, położony w woj. pomorskim, w powiecie słupskim, w gminie wiejskiej Ustka, we wsi Rowy, na rzece Łupawie.
Kutry miejscowych rybaków pływają z sygnaturą ROW na burcie.
Według danych z 2004 r. w porcie stacjonuje 8 łodzi rybackich, a także pogłębiarka „Belona”, łódka „UM ŁUMS” o długości 3,47 m, łódka „Asia” o długości 4,40 m.

## Położenie
Port Rowy znajduje się ok. 35 km (19 NM) morzem na zachód od portu Łeba oraz 16 km (8 NM) na północny wschód od portu Ustka. Położony jest się na Wybrzeżu Słowińskim, będącym mezoregionem Pobrzeża Koszalińskiego.
Port rybacki jest usadowiony na ujściowym odcinku rzeki Łupawy, który odchodzi od jeziora Gardno do Morza Bałtyckiego.
Port morski został formalnie ustanowiony wraz z granicami w 1975 roku.
Obecne granice portu w Rowach zostały określone w 2004 roku przez Ministra Infrastruktury.

## Infrastruktura
| Nabrzeże/umocnienie                  | Długość  |
| ------------------------------------ | -------- |
| umocnienie brzegu – strona Zachodnia | 279,5 mb |
| nabrzeże Zachodnie                   | 38,0 mb  |
| nabrzeże Północne                    | 97,8 mb  |
| zakończenie ślepego kanału           | 20,0 mb  |
| nabrzeże Południowe II               | 125,0 mb |
| nabrzeże Wschodnie                   | 58,3 mb  |
| nabrzeże Południowe I                | 152,6 mb |

Wejście do portu ma szerokość 18 m, zwężając się do 6–7 m. Po obu brzegach rzeki istnieje nabrzeże o długości 200 m dla cumujących kutrów rybackich. Głębokość wzdłuż nabrzeży rybackich wynosi ok. 2 m. Maksymalne parametry jednostek wchodzących do portu Rowy nie mogą przekraczać: długość całkowita 16 m, szerokość 5 m, a zanurzenie 1,4 m.
Wejście do portu możliwe przy sile wiatru do 5°B i stanie morza 3. Uważa się je za trudne podejście, ponieważ występują tu liczne spłycenia.
Redę portu stanowi akwen ograniczony linią kołową o promieniu 0,5 NM wyprowadzoną ze środka głowicy wschodniego falochronu.
Ruchem statków kieruje Bosmanat Portu Rowy. Infrastrukturą portową administruje Urząd Morski w Słupsku. Powierzchnia kanału portowego od głowic ostróg wejściowych do mostu południowej granicy portu wynosi 11 640 m², a basen rybacki ma powierzchnię równą 3 280 m². Port posiada slip remontowy o powierzchni 67,2 m² z dwoma ręcznymi windami do jego obsługi. Umocnienie zachodniego brzegu ma długość 279,5 m, a wschodniego 454,0 m.

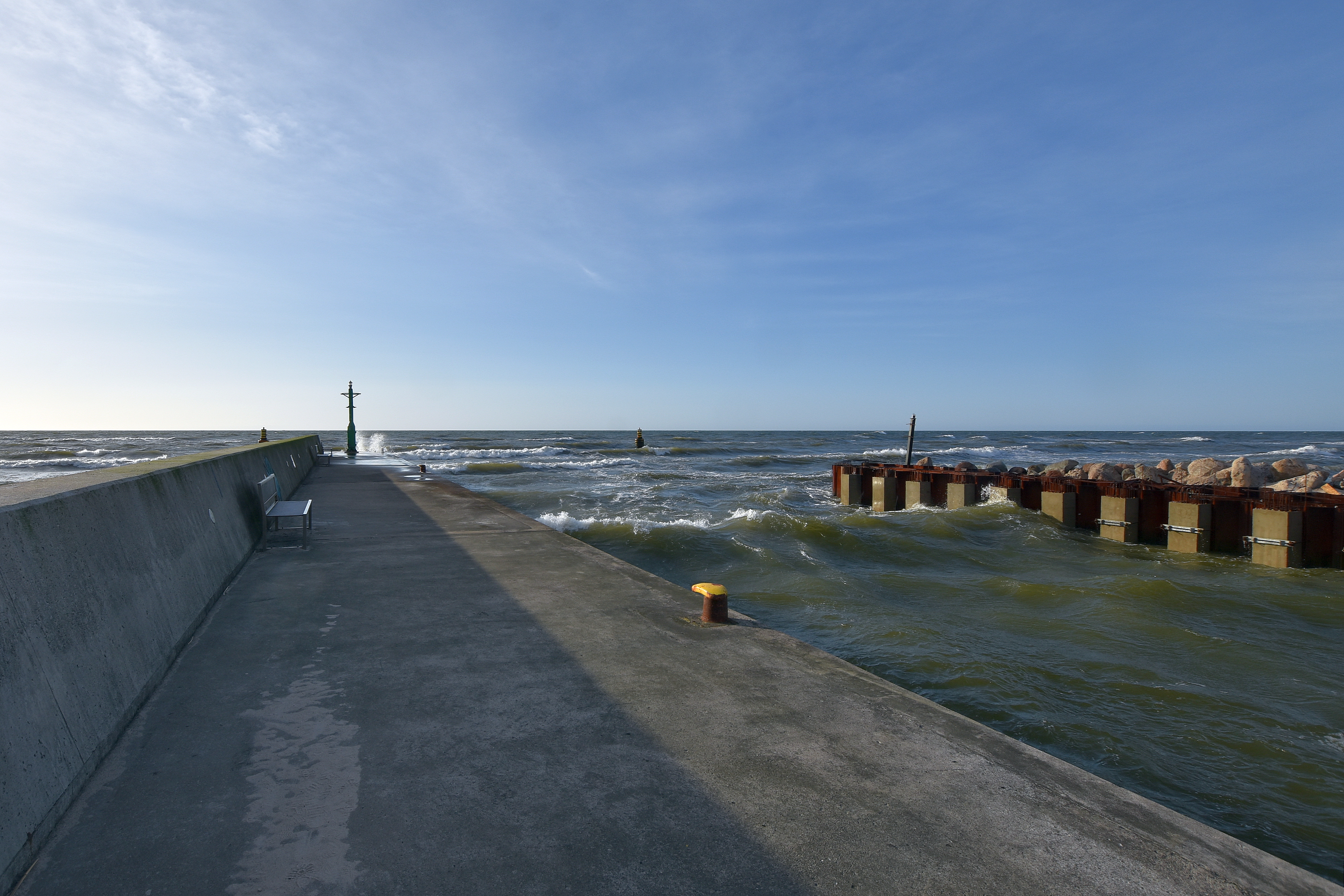
Wyjście z portu
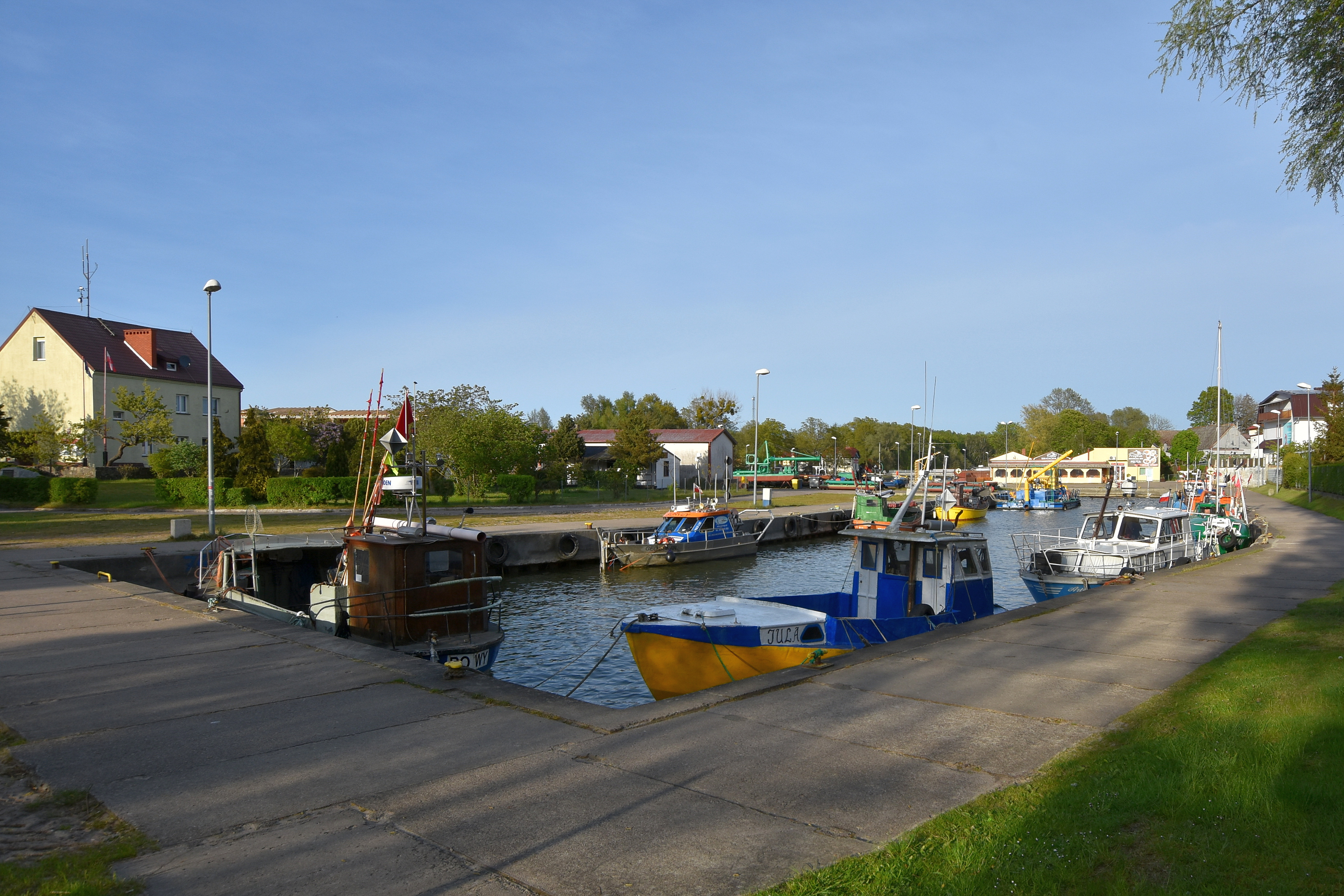
W porcie
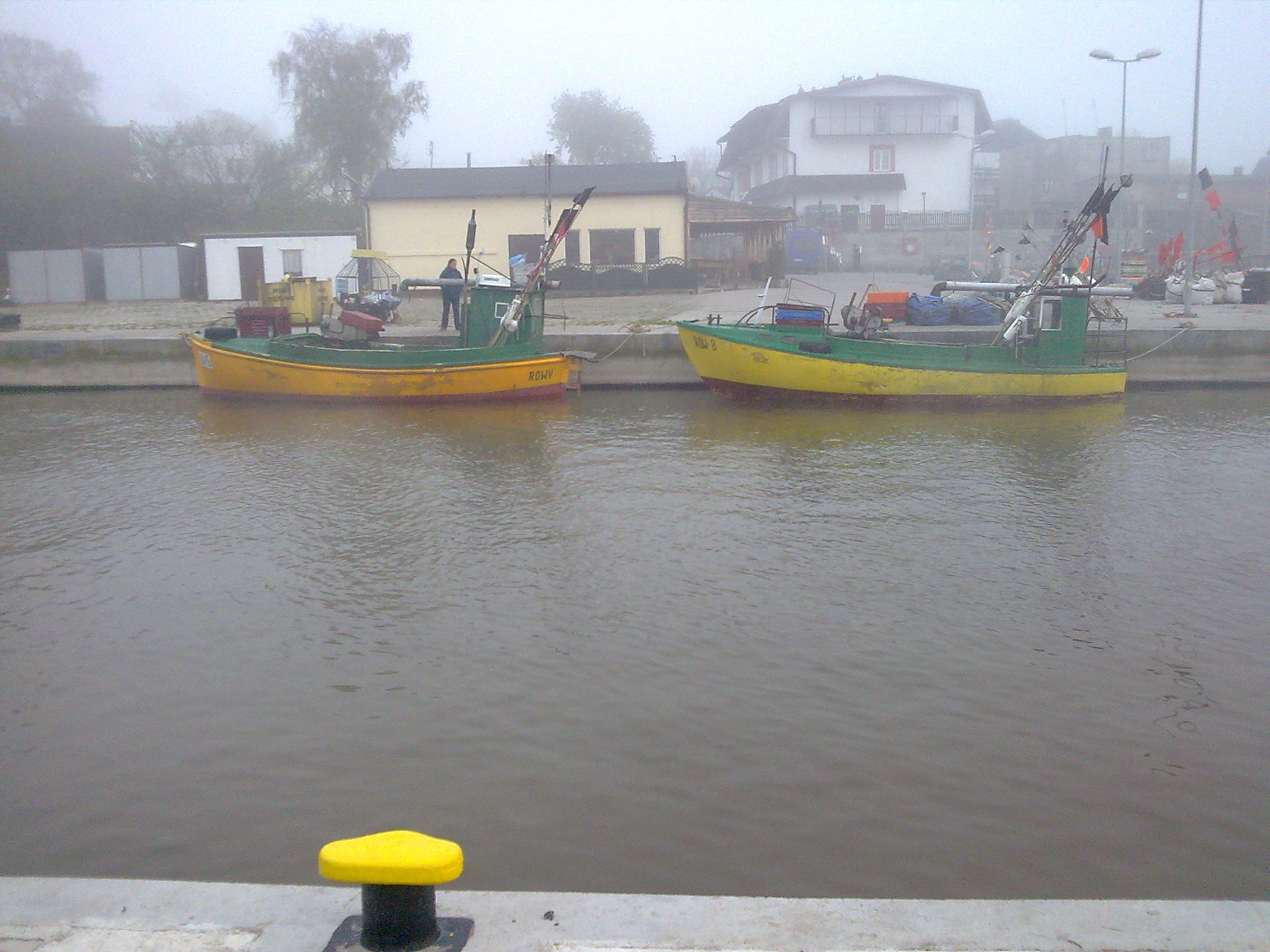
Nabrzeże portowe